# 朴炅熏
朴炅熏（：／ Park Kyung Hoon，1998年1月12日—），韓国男子羽毛球運動員。

## 簡歷

### 青年期
2014年4月，朴炅熏代表韩國隊出戰马来西亚亚罗士打舉行的世界青年羽毛球錦標賽，在率先進行的混合团体赛中，韩國队以3比0击败香港队，获得第五名；而在雙打賽事中，朴炅熏与朴根惠則在準決賽以0比2（13-21、13-21）不敌印尼的穆罕默德·里安·阿利安托/罗西尔塔·伊卡·普特里·萨里，最後赢得铜牌。
2015年6月，朴炅熏代表韩國隊出戰泰國曼谷舉行的亚洲青年羽毛球錦標賽，贏得混合團體银牌。
2016年11月，朴炅熏代表韩國隊出戰马来西亚亚罗士打舉行的世界青年羽毛球錦標賽，贏得混合雙打项目季军。自2014以来，三次征战的他即将结束了所有青年的比赛，在日后必定会看到他的影子。

### 国际赛事
2017年3月，朴炅熏与孔熙容出戰大阪羽毛球國際挑戰賽。在混双赛事中，强势以1比2不敌中国组合。在韩国队的名单中，大部分都以年轻小将为主，这也是他首次打入决赛的佳绩。紧接着7月，他与崔赫均出戰加拿大羽毛球大獎賽，在準决赛中，激战三局以1比2 （21-17、17-21、18-21）遭到对手的逆转，打出四强的佳绩。

### 诞生世界冠军
2017年5月，朴炅熏被韩国队列入蘇迪曼盃的男双大名单中。在小组赛中，曾与金德永携手对阵中華台北的陳宏麟/王齊麟，但在首仗以0比2 （19-21、13-21）输给对手，但俩人的表现稳定。当时，韩国队以2比3不敌中華台北队只能以副盟主出线，在半準決賽直到决赛都没有安排他出战。然而，韩国队以新老阵容结合整体实力以总比分 3:2 打到卫冕冠军中国队，夺回苏迪蔓杯团体赛冠军。虽然首次征战的他只出战过一次，同时亦是他成为年轻主力新科世界冠军的时刻。同时，韩国男队也在经历着大换血的期间，此次的举动足以立下决心志在锻炼韩国年轻主力选手，将柳延星和金基正这两名大主力以及申昇瓚女双主力给去除。

## 主要比賽成績
只列出曾進入準決賽的國際賽事成績：
| 年份   | 賽事                 | 公開賽級別 | 項目     | 搭檔         | 成績   |
| ------ | -------------------- | ---------- | -------- | ------------ | ------ |
| 2014年 | 亞洲青年羽毛球錦標賽 | 其他       | 混合團體 | －           | 亞軍   |
| 2014年 | 世界青年羽毛球錦標賽 | 其他       | 混合雙打 | 朴根惠       | 準決賽 |
| 2015年 | 亞洲青年羽毛球錦標賽 | 其他       | 混合團體 | －           | 亞軍   |
| 2016年 | 世界青年羽毛球錦標賽 | 其他       | 混合雙打 | 金慧貞       | 準決賽 |
| 2017年 | 大阪羽毛球國際挑戰賽 | 國際挑戰賽 | 混合雙打 | 孔熙容       | 亞軍   |
| 2017年 | 蘇迪曼盃             | 其他       | 混合團體 | －           | 冠軍   |
| 2017年 | 加拿大羽毛球大獎賽   | 大獎賽     | 男子雙打 | 崔赫均       | 準決賽 |
| 2018年 | 印尼羽毛球國際挑戰賽 | 國際挑戰賽 | 男子雙打 | 金載煥       | 準決賽 |
| 2019年 | 大阪羽毛球國際挑戰賽 | 國際挑戰賽 | 男子雙打 | 金元昊       | 準決賽 |
| 2019年 | 蒙古國羽毛球國際賽   | 國際挑戰賽 | 男子雙打 | 金元昊       | 冠軍   |
| 2019年 | 韓國羽毛球大師賽     | 超級300賽  | 男子雙打 | 金元昊       | 準決賽 |
| 2022年 | 越南羽毛球國際系列賽 | 國際系列賽 | 混合雙打 | Kim Yu Jung  | 準決賽 |
| 2023年 | 泰國羽毛球國際系列賽 | 國際系列賽 | 男子雙打 | An Yun Seong | 準決賽 |
| 2023年 | 泰國羽毛球國際系列賽 | 國際系列賽 | 混合雙打 | Kim Yu Jung  | 冠軍   |

| 2007-2017年 | 首要超級賽 | 超級賽 | 黃金大獎賽 | 大獎賽 | 國際挑戰賽 | 國際系列賽 | 未來系列賽 | 其他 |

| 2018-2026年 | 總決賽 | 超級1000賽 | 超級750賽 | 超級500賽 | 超級300賽 | 超級100賽 | 國際挑戰賽 | 國際系列賽 | 未來系列賽 | 其他 |

### 世界冠軍頭銜
朴炅熏在羽毛球生涯中共奪得1項羽毛球世界冠軍頭銜。
| 賽事     | 奪冠次數 | 年份               |
| -------- | -------- | ------------------ |
| 蘇迪曼盃 | 1        | 2017年（混合團體） |
| 總計     | 1        |                    |